# Грабов-Белов
Грабов-Белов (нім. Grabow-Below) — громада в Німеччині, розташована в землі Мекленбург-Передня Померанія. Входить до складу району Мекленбургіше-Зенплатте. Складова частина об'єднання громад Ребель-Мюріц.
Площа — 13,56 км2. Населення становить Невірний параметр metadata 13 071 046 ос. (станом на 31 грудня 2020).

## Галерея

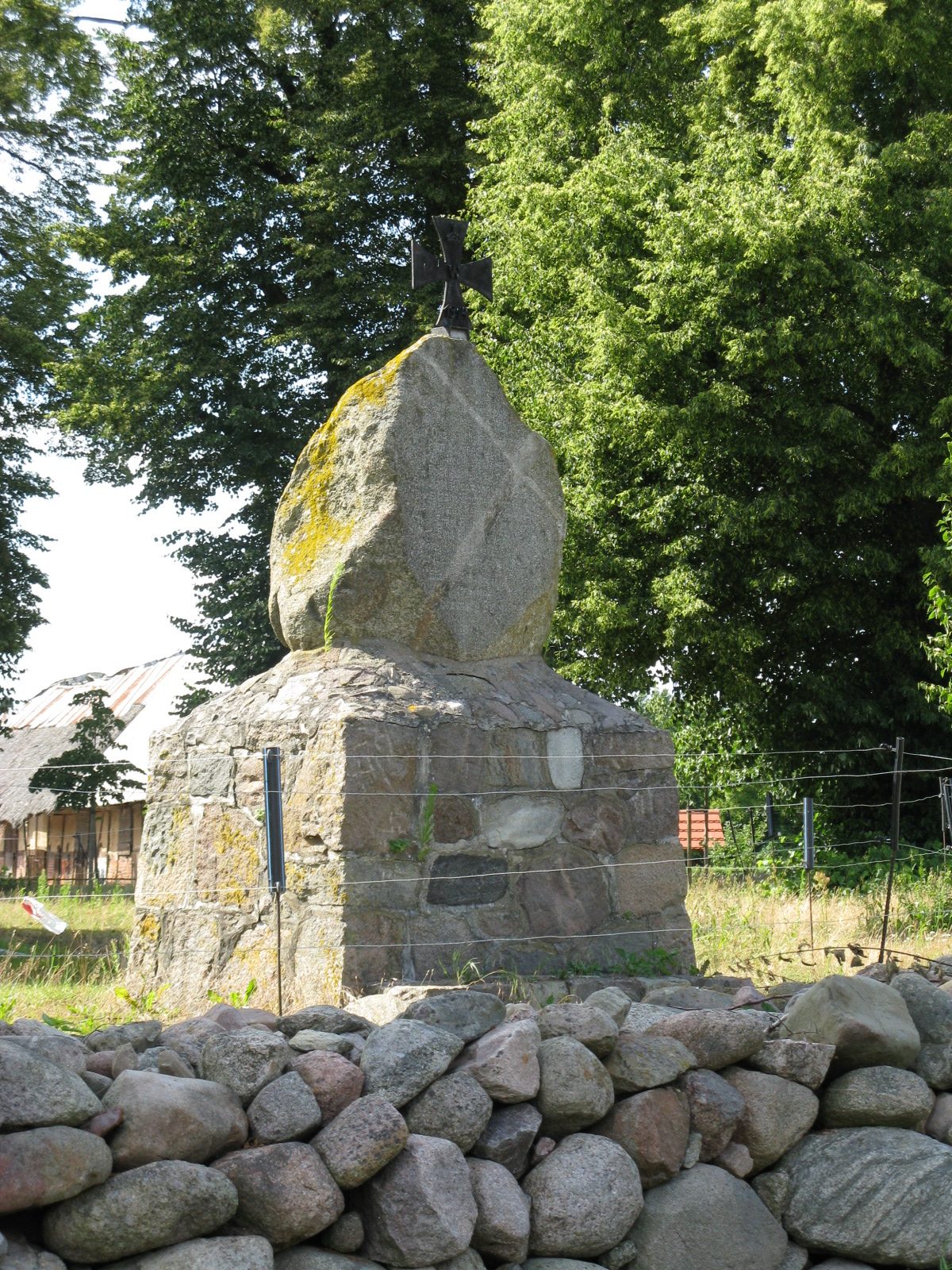
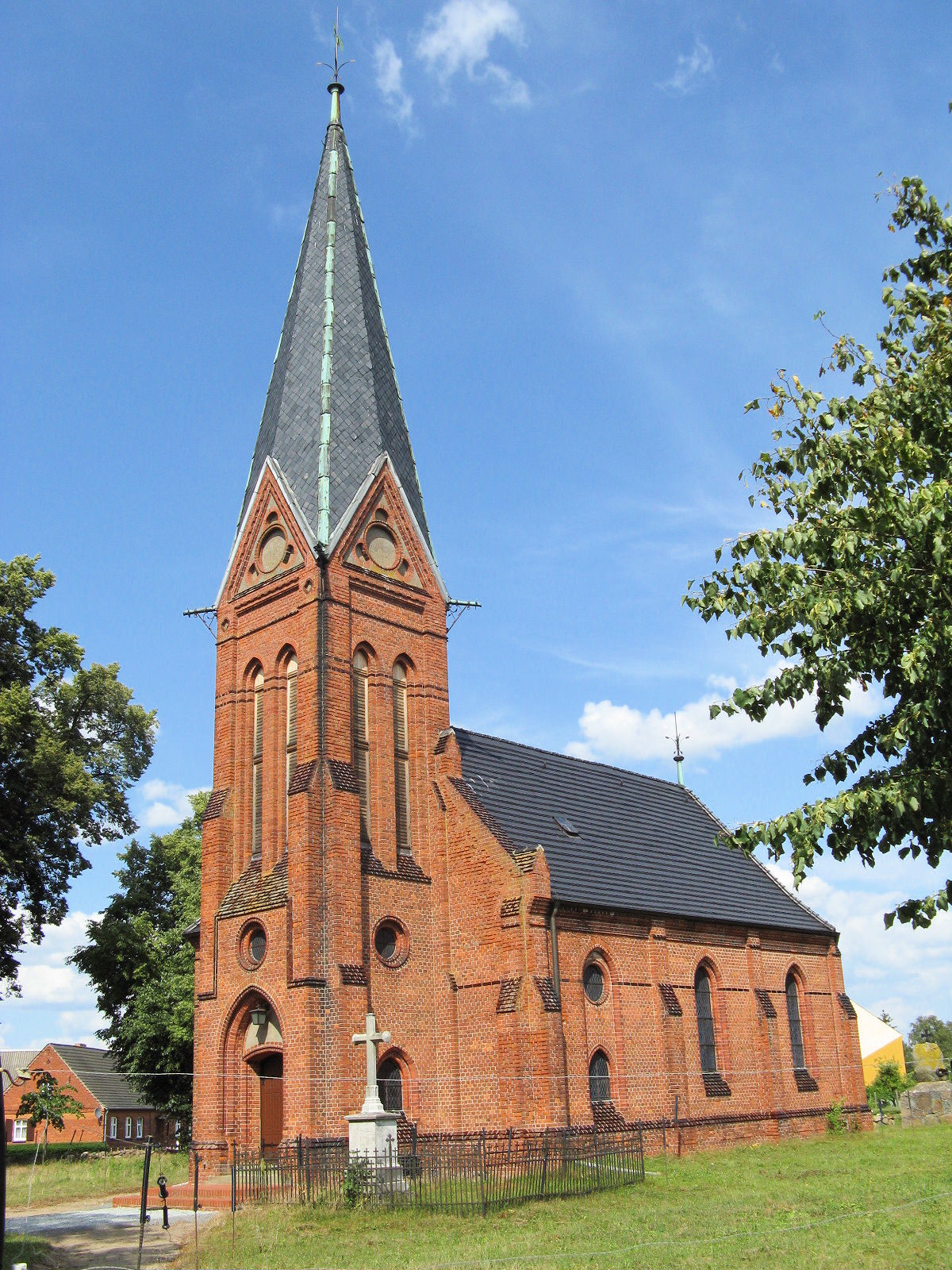
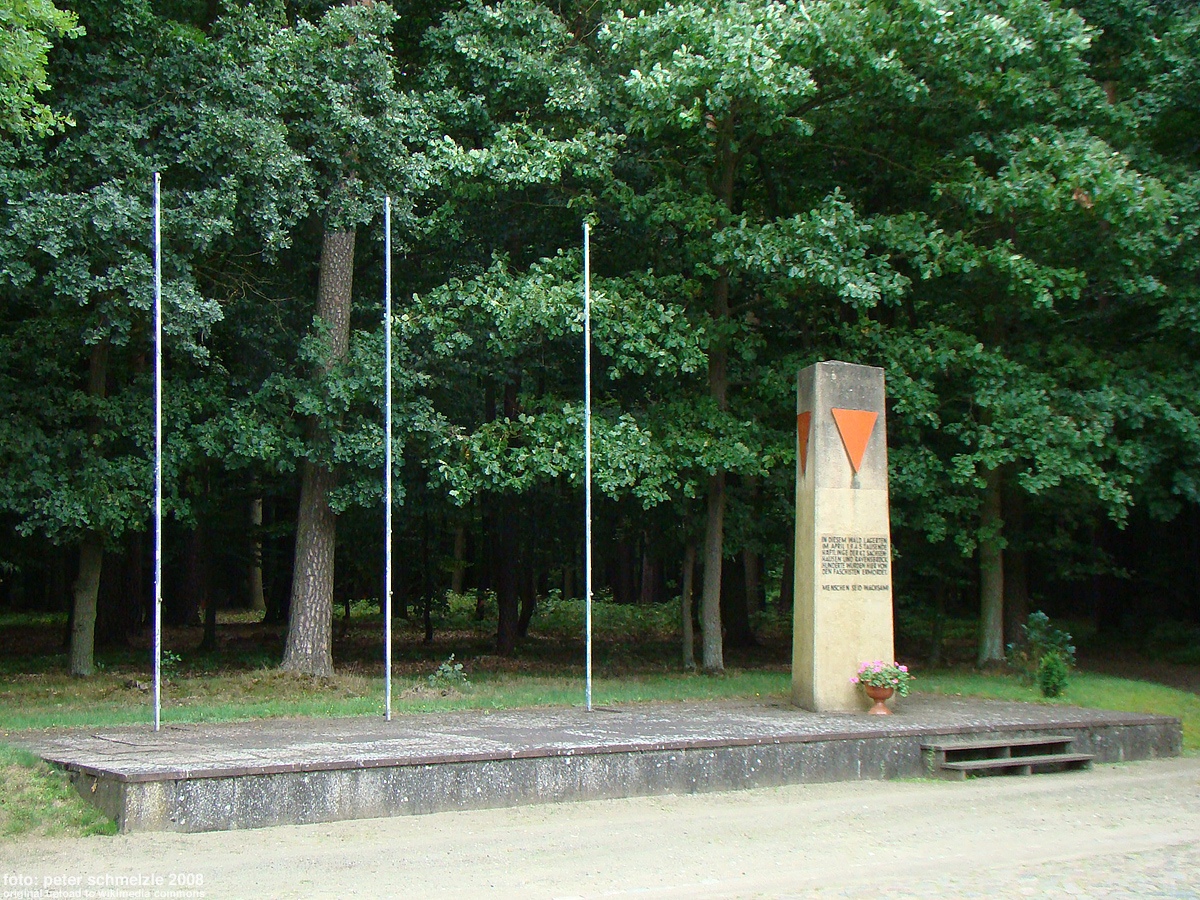